# 트랜스포머: 비스트의 서막
《트랜스포머: 비스트의 서막》(영어: Transformers: Rise of the Beasts)은 2023년 개봉한 미국의 SF 액션 영화이다. 스티븐 케이플 주니어가 감독을 맡았다. 《트랜스포머》 실사 영화 시리즈 7번째 작품이며, 2018년 영화 《범블비》에 직결되는 속편 작품이다.
영화의 배경은 1994년 미국의 뉴욕 브루클린과 페루의 마추 픽추이다.

## 줄거리
1994년 브루클린을 배경으로 전직 군 전자 전문가인 노아와 유물 연구원인 엘레나는 맥시멀, 프레데콘, 테러콘 사이의 삼자 갈등에 휩싸인다. 그들은 유니콘의 도착으로부터 지구를 보호하기 위한 전쟁에서 옵티머스 프라임과 오토봇들을 돕는다.

## 출연진

### 실사 배우
- 앤서니 라모스 - 노아 디아스 역
- 도미니크 피시백 - 엘레나 월리스 역
- 로런 벨레스 - 노아의 어머니 역
- 토비 은위궤 - 리크 역

### 성우
- 피터 컬런 - 옵티머스 프라임 역
- 론 펄먼 - 옵티머스 프라이멀 역
- 피터 딩클리지 - 스커지 역
- 피트 데이비드슨 - 미라지 역
- 라이자 코시 - 아르시 역
- 크리스토 페르난데스 - 휠잭 역
- 존 디마지오 - 스트레이토스피어, 트랜싯 역
- 양자경 - 에어레이저 역
- 데이비드 소볼로프 - 라이녹스, 배틀트랩 역
- 미케일라 제이 로드리게스 - 나이트버드 역